# Hazard (skupina)
Hazard (1980-1983, 1987, 2006, 2010-2014) je bila vokalno-instrumentalna zasedba, igrali so rock,  pop.
Njihova prva pesem je bila Vsak je sam, ki je leta 1980 na Slovenski popevki zasedla tretje mesto (leta 2008 jo je uspešno priredila Alenka Godec).
Že tretja njihova pesem Marie, ne piši pesmi več je bila slovenska predstavnica na Jugoviziji 1981, izboru za jugoslovansko predstavnico izbora pesmi Evrovizije. Dosegla je peto mesto. Na Jugoviziji so nastopalis skupaj štirikrat, 1982 s skladbo Bistro (zasedli so 10. mesto od 16), 1983 s skladbo Najlepše pesmi (zasedli so 14. mesto od 16) in 1987 s skladbo Nocoj (delili so zadnje mesto med 24 prijavljenimi). Na Melodijah morja in sonca so nastopili trikrat: leta 1981 s pesmijo Kopalnico ima, leta 1982 s pesmijo Zakrokano morje, leta 1983 pa s pesmijo Ko sonce kiksne.
Slovenska skupina Hazard je bila prva skupina iz Jugoslavije, ki je prejela zlato ploščo (za naklado 200.000 izvodov prvenca).
1983 je skupina prenehala delovati, ker so vokalista in klaviaturista, Bolgara Danija Gančeva izgnali iz Slovenije pod obtožbo, da je vohun. , čeprav pa so istega leta še nastopili na melodijah morja in sonca v Portorožu.
Leta 1987 so v spremenjeni zasedbi posneli še kaseto z 11. novimi skladbami, izdana je bila pri ZKP RTV Ljubljana. Naslov kasete je Hazardiranje prepovedano.
10. aprila 2010 so se ponovno združili na velikem koncertu ob 30-letnici v Hali Tivoli, v 2010 so nato precej redno nastopali, občasno pa še v naslednjih treh letih. Konec decembra 2014 je po dolgi bolezni umrl pevec in basist Dominik Trobentar.

## Zasedbe

### 1980–1983
- Dominik Trobentar – bas kitara, vokal
- Braco Doblekar – saksofon, tolkala, vokal
- Dani Gančev – klaviature, vokal
- Dare Petrič – kitara
- Miro Čekeliš – bobni

### 1987
- Dominik Trobentar – bas kitara, vokal
- Dare Petrič – električna in akustična kitara
- Miki Ašič – bas kitara, saksofon
- Milko Lazar – klaviature, saksofon
- Aleš Rendla – bobni, tolkala

### 2006
- Dominik Trobentar – solo vokal, bas kitara
- Braco Doblekar – vokal, tenor saksofon, konge
- Dare Petrič – solo kitara
- Brane Kač – klaviature, vokal

Avtorja besedil in glasbe sta bila večinoma Tadej Hrušovar in Dušan Velkaverh.
Bolj znane pesmi skupine so: Marie, ne piši pesmi več, Vsak je sam, Zgoraj brez, Nena, Otroci pankrtov, Tovariš Rock'n'roll, Najlepše pesmi, Papige, Nafta in Kopalnico ima.

## Diskografija

### Albumi
- Največji uspehi vol. 1 (LP, ZKP RTV Ljubljana 1981)
- Največji uspehi vol. II (LP, ZKP RTV Ljubljana 1983)
- Hazardiranje prepovedano (MC, ZKP RTV Ljubljana 1987)
- Največji uspehi (MC, Corona 1992)
- Najlepše pesmi (CD, Corona 1997)
- Najlepše pesmi 1 (kaseta, Corona 1997)
- Najlepše pesmi 2 (kaseta, Corona 1997)
- 20 najlepših pesmi (CD - ponatis albuma Najlepše pesmi iz 1997, Corona 2004)
- Hazard 2006 (CD, Corona 2006)
- Hazard Forever LIVE! (CD in DVD koncerta ob 30-letnici 10. aprila 2010 Hala Tivoli, TOC, 2013 TOCCD0001)

### Singli
- "Marie, ne piši pesmi več" (ZKP RTV Ljubljana 1981)
- "Bistro" (ZKP RTV Ljubljana 1982)
- "Najlepše žene tek dolaze" (ZKP RTV Ljubljana 1982)

## Nastopi na glasbenih festivalih

### Melodije morja in sonca
- 1981: Kopalnico ima
- 1982: Zakrokano morje - nagrada strokovne žirije za najboljše besedilo
- 1983: Ko sonce kiksne

### Slovenska popevka
- 1980: Vsak je sam (3. mesto)